# Counter-Strike Neo
 (mars 2020).
Si vous disposez d'ouvrages ou d'articles de référence ou si vous connaissez des sites web de qualité traitant du thème abordé ici, merci de compléter l'article en donnant les références utiles à sa vérifiabilité et en les liant à la section « Notes et références ».
Counter-Strike Neo est un jeu d'arcade japonais. Il s'agit d'une adaptation du célèbre jeu de tir en ligne, Counter-Strike. C'est Namco qui a acquis les droits d'exploitation pour cette version spéciale, disponible uniquement dans les salles d'arcades japonaises. Counter-Strike Neo est un mélange de Counter-Strike 1.5 et de Counter-Strike 1.6, simplifié par Namco pour le rendre plus accessible au grand public.
Le prix d'une partie est de 100 yens pour 20 minutes de jeu.